# Liuhe bafa
 (signalé en juillet 2025).
Si vous disposez d'ouvrages ou d'articles de référence ou si vous connaissez des sites web de qualité traitant du thème abordé ici, merci de compléter l'article en donnant les références utiles à sa vérifiabilité et en les liant à la section « Notes et références ».
- Archive Wikiwix
- Bing
- Cairn
- DuckDuckGo
- E. Universalis
- Gallica
- Google
- G. Books
- G. News
- G. Scholar
- Persée
- Qwant
- (zh) Baidu
- (ru) Yandex
- (wd) trouver des œuvres sur Wikidata

Le liuhe bafa (六合八法 les 8 lois de l'univers) est un art martial chinois interne (nei jia).
Boxe des « six unions et des huit méthodes », sa date de création reste incertaine : on la place aux environs du Xe siècle apr. J.-C. On attribue sa création à un ermite taoïste du nom de Chen Tuan. Anciennement nommée « boxe de l'eau », cette technique reprend la fluidité, le flux et le reflux de l'eau par l'intermédiaire de mouvements des hanches conduisant les déplacements, les esquives, les parades et les coups.
Sa dimension est martiale, médicale et spirituelle (on parle d'un « art interne »). Elle est encore peu pratiquée de nos jours (2004) car elle n'a été diffusée à l'extérieur des temples que depuis vingt-cinq ans.